# Manfred Bär
Manfred Bär (* 17. Januar 1962) ist ein ehemaliger deutscher Fußballspieler. Er absolvierte insgesamt zwei Bundesligaspiele.

## Karriere
Der Stürmer Bär, der vom südbadischen Verbandsligisten FC Emmendingen nach Gelsenkirchen wechselte, stand in der Saison 1980/81 im Profikader der Schalker. Am fünften Spieltag feierte er bei der 1:2-Heimniederlage im Revierderby gegen Borussia Dortmund sein Bundesligadebüt, als er kurz vor Schluss für Harald Kügler eingewechselt wurde. Bär bestritt danach nur noch ein Bundesligaspiel, das seine Mannschaft mit 0:5 bei Eintracht Frankfurt verlor. Am Ende der Saison stieg Schalke als Vorletzter der Tabelle ab; Bär kehrte nach Emmendingen zurück.